# Sinularia laminilobata
Sinularia laminilobata är en korallart som beskrevs av Malyutin 1990. Sinularia laminilobata ingår i släktet Sinularia och familjen läderkoraller. Inga underarter finns listade i Catalogue of Life.